# Burgkirchen (Górna Austria)
Burgkirchen – miejscowość i gmina w Austrii, w kraju związkowym Górna Austria, w powiecie Braunau. Liczy 2,6 tys. mieszkańców.

## Współpraca
Miejscowość partnerska:
- Füllinsdorf, Szwajcaria